# Silvia Schenker
Silvia Schenker, née le 17 janvier 1954 à Aarau, est une personnalité politique suisse, membre du Parti socialiste suisse.

## Biographie
Elle rejoint le Conseil national en 2003, et est nommée à la commission de la sécurité sociale et de la santé.
Elle est vice-présidente et membre du comité directeur de son parti.